# (250164) Hannsruder
(250164) Hannsruder est un astéroïde de la ceinture principale.

## Description
(250164) Hannsruder est un astéroïde de la ceinture principale. Il fut découvert le 10 octobre 2002 à Trebur par Mike Kretlow. Il présente une orbite caractérisée par un demi-grand axe de 2,54 UA, une excentricité de 0,23 et une inclinaison de 1,9° par rapport à l'écliptique.

## Compléments